# St. Hedwig (Essen-Altenessen)

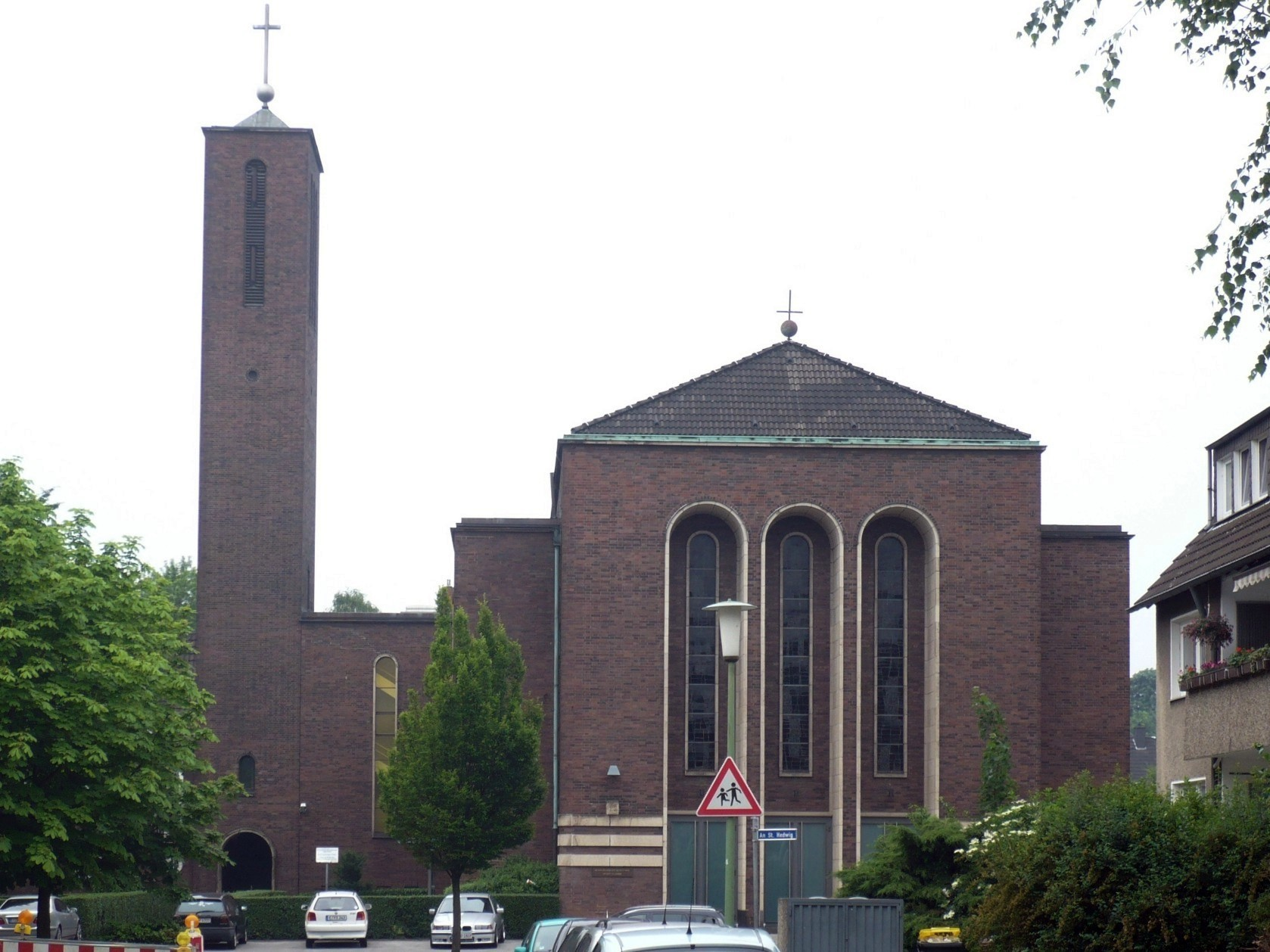
St. Hedwig

Die Kirche St. Hedwig ist ein römisch-katholisches Kirchengebäude im Essener Stadtteil Altenessen.

## Geschichte
Die Kirche St. Hedwig wurde von 1931 bis 1932 erbaut. Der Architekt war Wilhelm Schneider. Sie ist ein Backstein-Saalbau mit überhöhtem, walmdachgedecktem Mittelteil und eingezogenem Rechteckchor. An den Längsseiten befinden sich schmale, rundbogige Fenster des Künstlers Jochem Poensgen aus den Jahren 1967 und 1969, an einer Seite mit Werksteineinfassung, an der anderen Seite mit Backstein. Im Sockel sind weitere dreigeteilte Fenster mit originalem Gitter. Die Sakristei wurde rechtwinklig an die Kirche angebaut, daran anschließend ist der Turm mit einem rundbogigen Eingang und rundbogigen Schallöffnungen am oberen Ende. Dort schließt sich ein zweigeschossiges, giebelständiges Pfarrhaus an. Es wurde im Jahr 1935 ebenfalls in Backstein erbaut. An der rückwärtigen Giebelseite ist ein modernes Gebäude angebaut.
Das Gotteshaus wurde am 13. September 1990 unter Denkmalschutz gestellt.

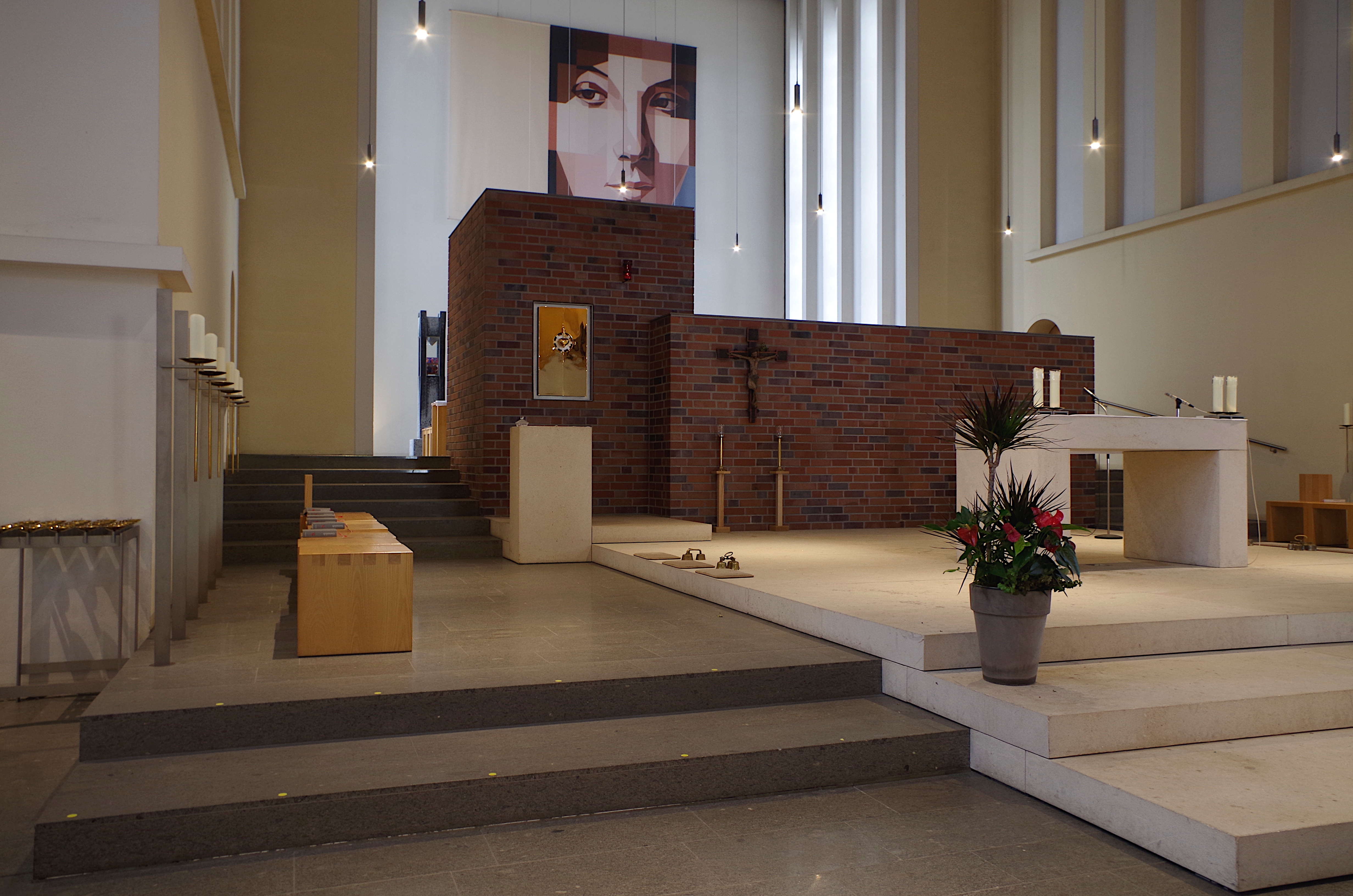
Altarraum mit Marienbild
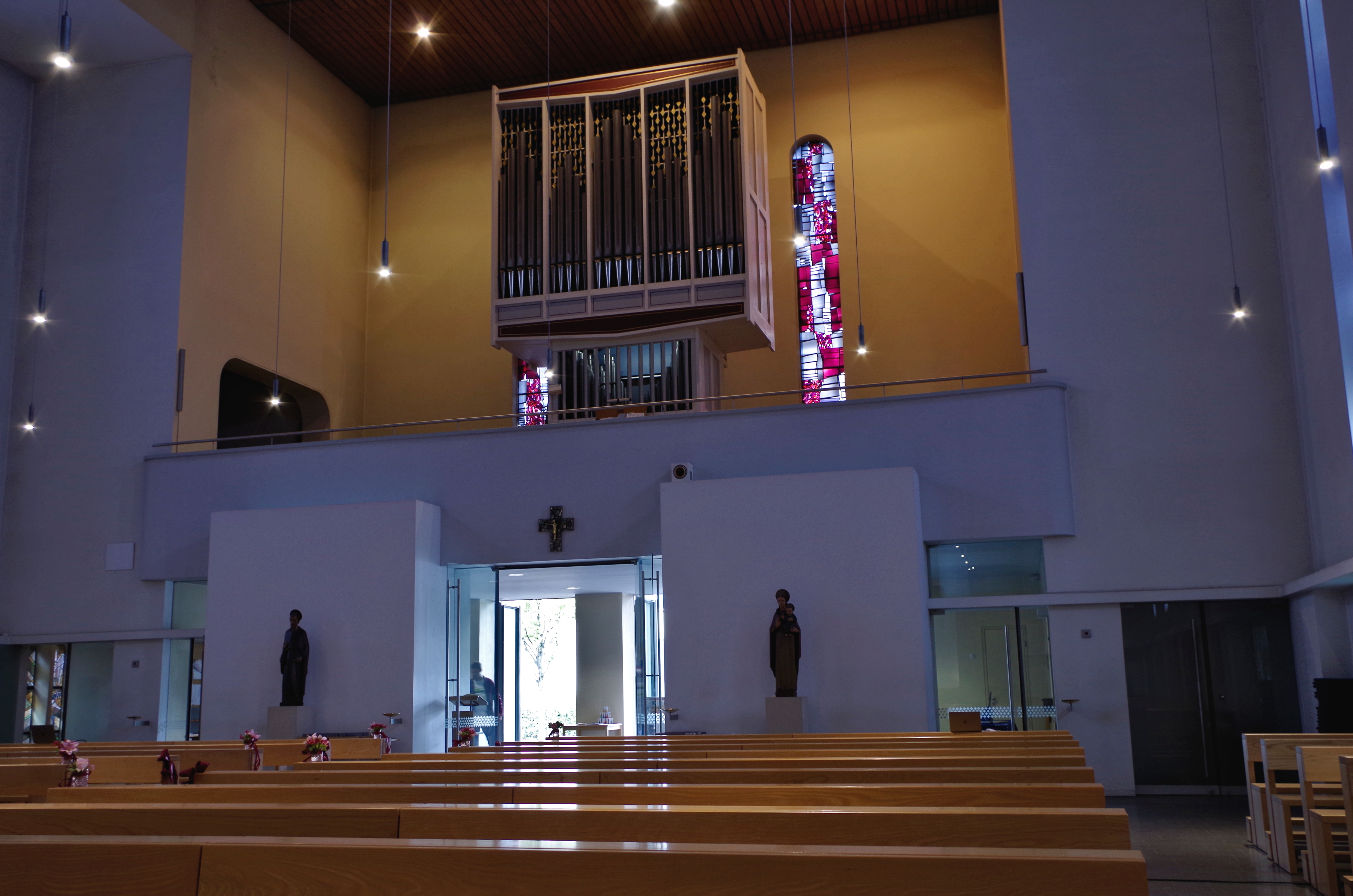
Empore mit der Orgel aus dem Jahr 1984
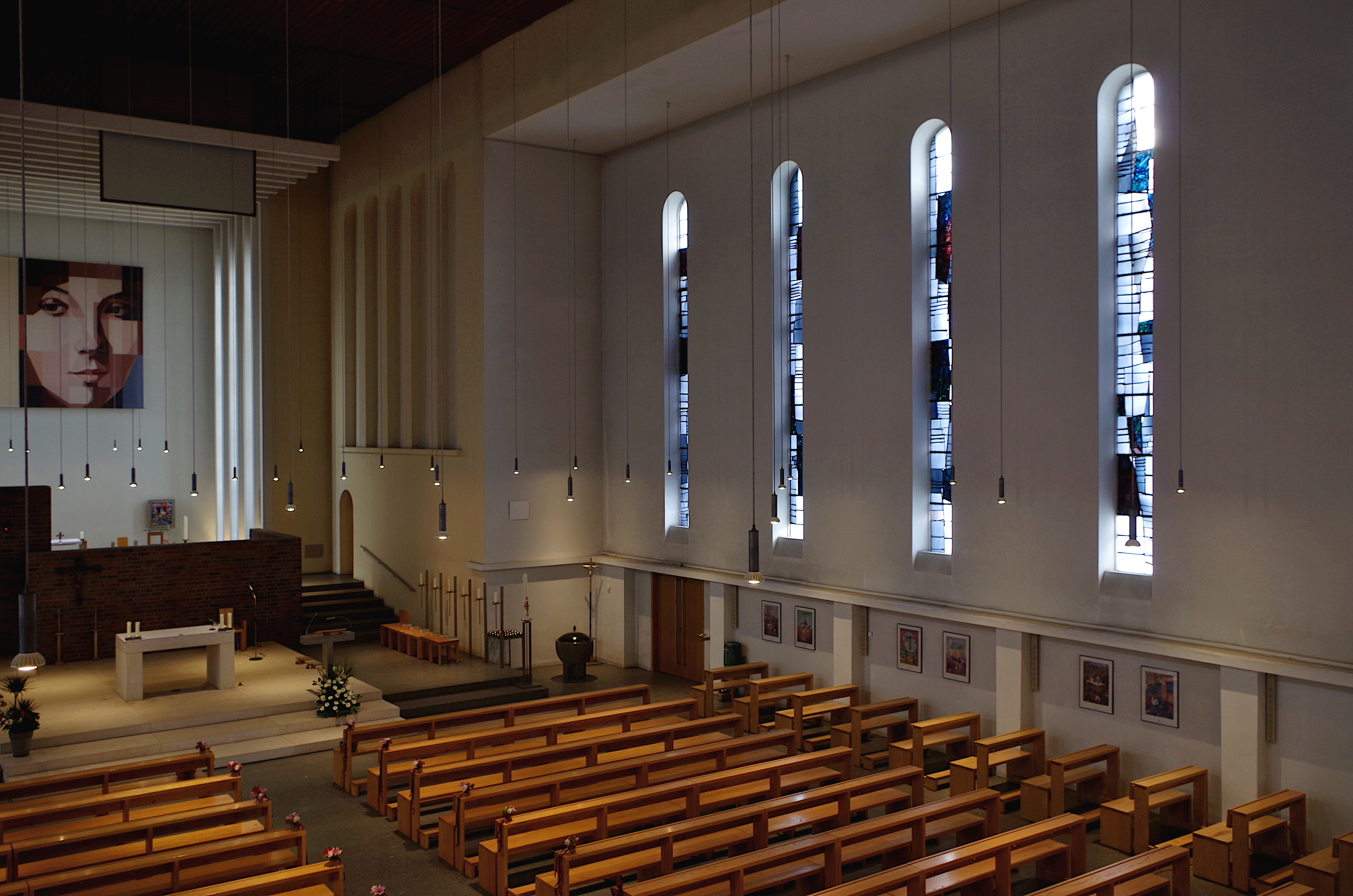
Altarraum und Seitenfenster

## Glocken
Die Kirche besaß ursprünglich zwei Glocken der Glockengießerei Otto aus Hemelingen, die jedoch im Zweiten Weltkrieg verloren gingen. 1957 erhielt sie ein neues Geläut.
Ursprüngliche Glocken
| Nr. | Durchmesser (mm) | Masse (kg, ca.) | Schlagton (HT-1/16) | Gießer                                      | Gussjahr | Bemerkung                           |
| 1   | 1120             | 975             | fis′                | Glockengießerei Otto, Hemelingen bei Bremen | 1932     | durch Kriegseinwirkungen vernichtet |
| 2   | 910              | 580             | a′                  | Glockengießerei Otto, Hemelingen bei Bremen | 1932     | durch Kriegseinwirkungen vernichtet |

Glocken nach dem Zweiten Weltkrieg
| Nr. | Name      | Durchmesser (mm) | Masse (kg, ca.) | Schlagton (HT-1/16) | Gießer                                                                 | Gussjahr | Inschrift                                                                  |
| 1   | Servatius | 1238             | 1.200           | e’-7                | Hans Georg Hermann Maria Hüesker, Fa. Petit & Gebr. Edelbrock, Gescher | 1957     | + HEIL’GER SERVATIUS, WIR RUFEN ZU DIR: SEGNE LAND UND LEUTE HIER          |
| 2   | Josef     | 1089             | 800             | fis’-7              | Hans Georg Hermann Maria Hüesker, Fa. Petit & Gebr. Edelbrock, Gescher | 1957     | + HEIL’GER JOSEF, DU SOLLST UNS LEHREN, SCHAFFEN UND WIRKEN GOTT ZU EHREN. |
| 3   | Maria     | 911              | 450             | a’-7                | Hans Georg Hermann Maria Hüesker, Fa. Petit & Gebr. Edelbrock, Gescher | 1957     | + MARIA, MUTTER UND KÖNIGIN, FÜHR’ UNS ALLE ZU DEINEM SOHNE HIN:           |
| 4   | Anna      | 799              | 300             | h’-6                | Hans Georg Hermann Maria Hüesker, Fa. Petit & Gebr. Edelbrock, Gescher | 1957     | + HL. ANNA, MUTTER DU, ALLEN BEDRÄNGTEN SPRICH TRÖSTUNG ZU.                |
| 5   | -         | 725              | 230             | cis’’-5             | Hans Georg Hermann Maria Hüesker, Fa. Petit & Gebr. Edelbrock, Gescher | 1957     | -                                                                          |

## Gemeinde
Die Gemeinde St. Hedwig gehört seit 1. Juni 2021 zur Pfarrgemeinde Hll. Cosmas und Damian im Bistum Essen. Diese umfasst als Zusammenschluss der bisherigen Pfarreien  St. Johann Baptist und St. Nikolaus als größte Pfarrei auf Essener Stadtgebietdas Gebiet des Essener Nord-Ostens.